# Hydrovatus cruentatus
Hydrovatus cruentatus är en skalbaggsart som beskrevs av H. J. Kolbe 1883. Hydrovatus cruentatus ingår i släktet Hydrovatus och familjen dykare. Inga underarter finns listade i Catalogue of Life.